# Gérard de Vuippens
Gérard de Vuippens, mort le 17 mars 1325, à Bâle, est ecclésiastique issu de la famille de Vuippens, qui est successivement évêque de Lausanne, puis de Bâle, du début du XIVe siècle.

## Biographie
Gérard de Vuippens naît entre 1262 et 1267. Issu de la famille de Vuippens, il est le fils d'Ulrich de Vuippens et d'Agnès de Grandson. Il se trouve ainsi être le neveu du seigneur Othon Ier de Grandson.
Plusieurs nobles de la région ont suivi Pierre de Savoie à la cour du roi Henri III d'Angleterre. Othon Ier est l'un d'eux. Gérard de Vuippens y effectue ses études en Angleterre (magister).
Il entame une carrière religieuse et il est fait sous-diacre au prieuré bénédictin Saint-Léonard de Stamford (1284). Il obtient plusieurs bénéfices en devenant recteur de Waddington et chanoine d'York (1286), recteur de Greystoke et chanoine de Lichfield (1289), archidiacre de Richmond (dès 1290).
Il est chargé par le roi Édouard Ier de participer aux négociations de paix avec le roi de France, Philippe IV le Bel, en 1299. Il effectue par ailleurs plusieurs missions auprès du pape Boniface VIII, au cours de la période 1300 à 1302.
Il est nommé sur le siège épiscopal de Lausanne, en 1302. Sept ans plus tard, il obtient celui de Bâle où il siège jusqu'à sa mort.
En tant que coseigneur de Vuippens, il fonde vers 1310 le bourg de La Neuveville. En possession du fief de La Roche, avant 1316, il prête hommage au baron de Vaud, Louis II de Savoie, en 1317.
Gérard de Vuippens meurt le 17 mars 1325, à Bâle.